# Großer Preis der Niederlande 1962
Der Große Preis der Niederlande 1962 (offiziell XI Grote Prijs van Nederland) fand am 20. Mai auf dem Circuit Park Zandvoort in Zandvoort statt und war das erste Rennen der Automobil-Weltmeisterschaft 1962. Der Grand Prix hatte auch den FIA-Ehrentitel Großer Preis von Europa.

## Berichte

### Hintergrund

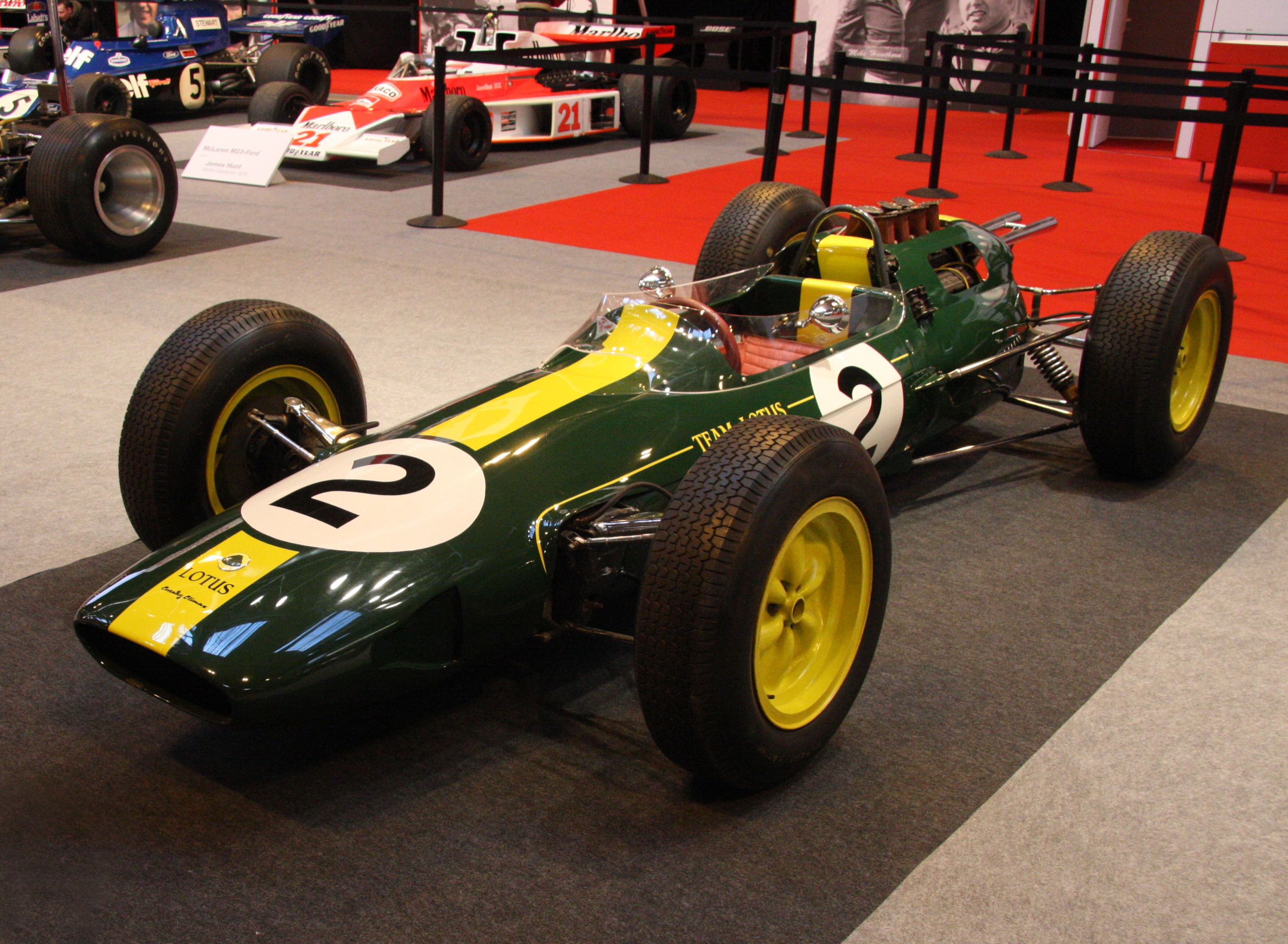
Debütrennen des Lotus 25 – erster Wagen mit Monocoque

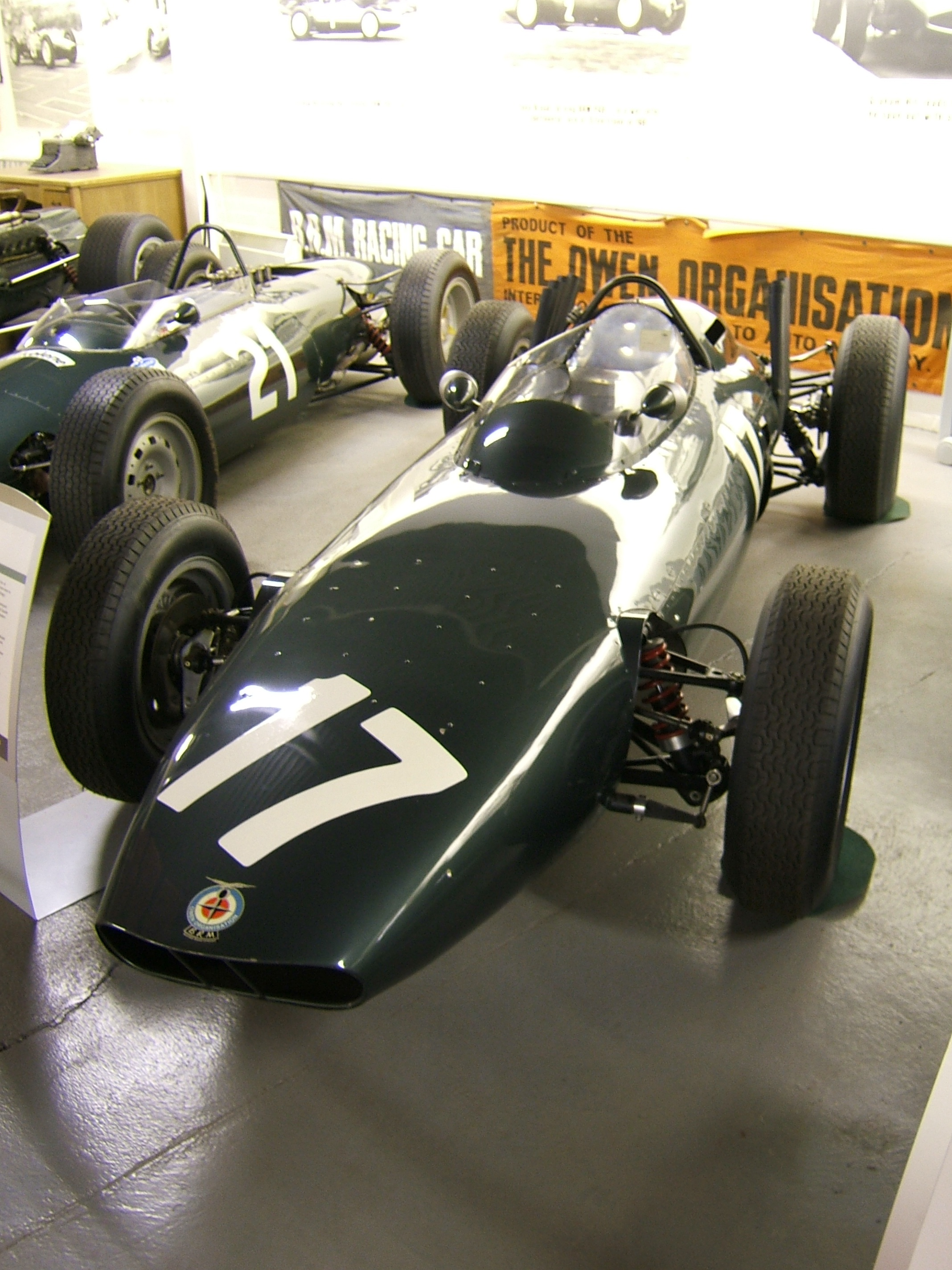
Debütrennen des BRM P57

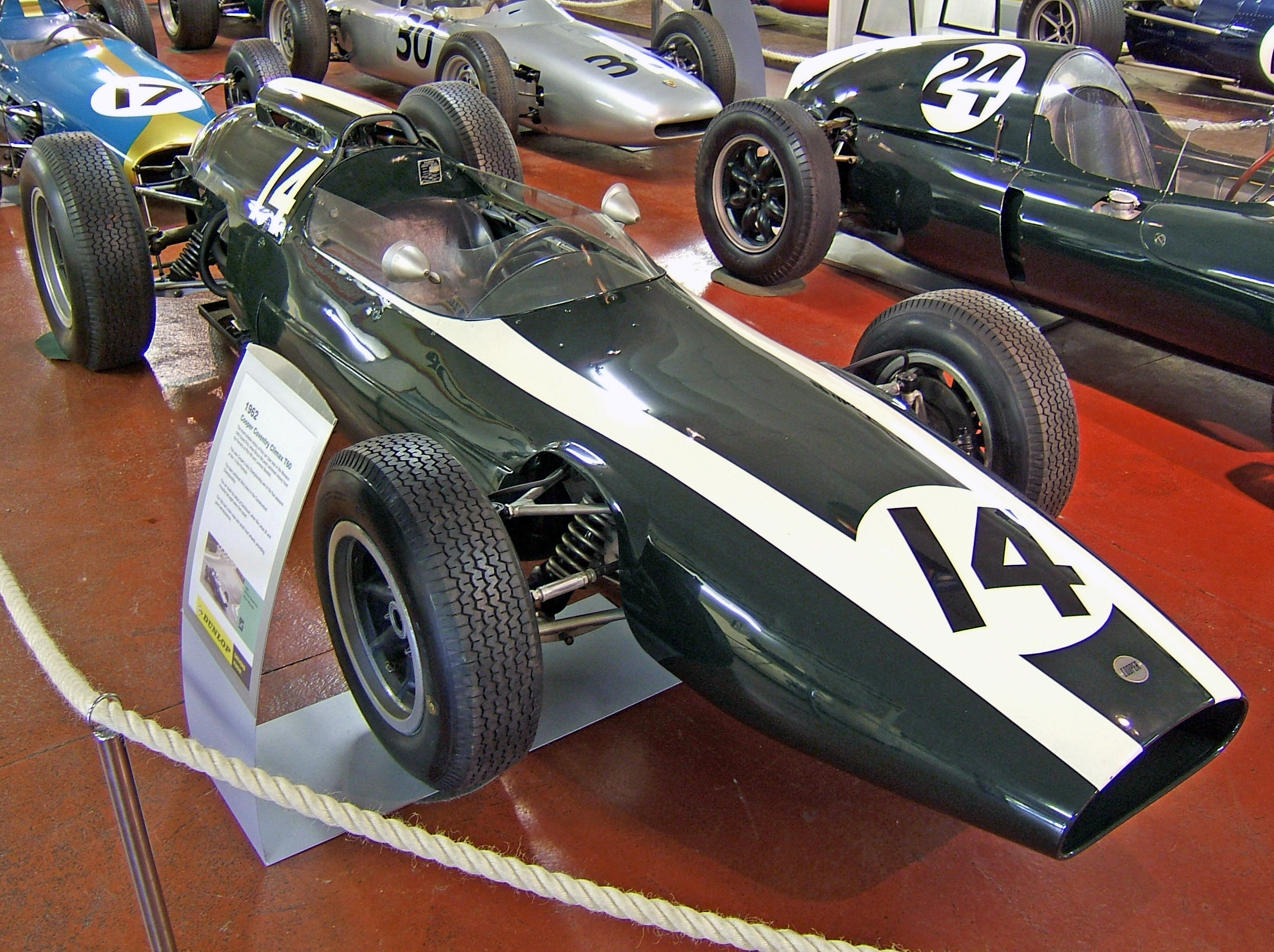
Debütrennen des Cooper T60

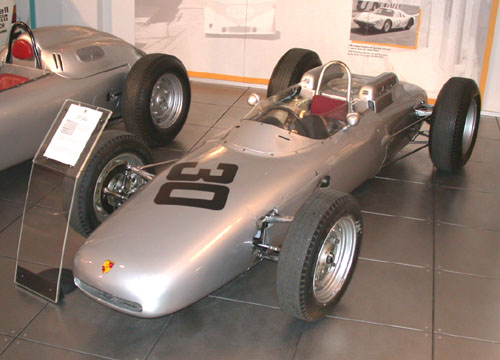
Debütrennen des Porsche 807

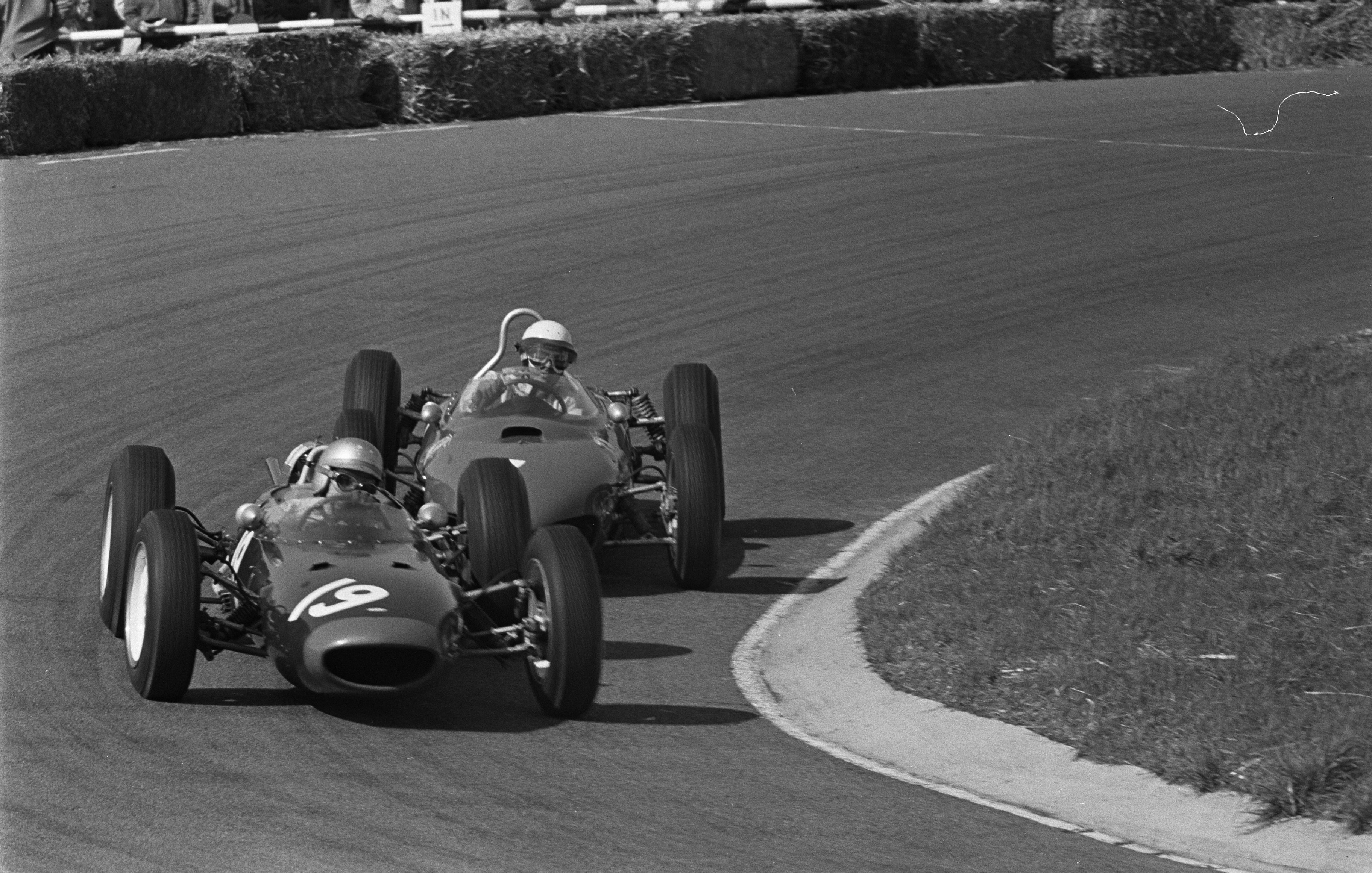
Erste Pole-Position für John Surtees

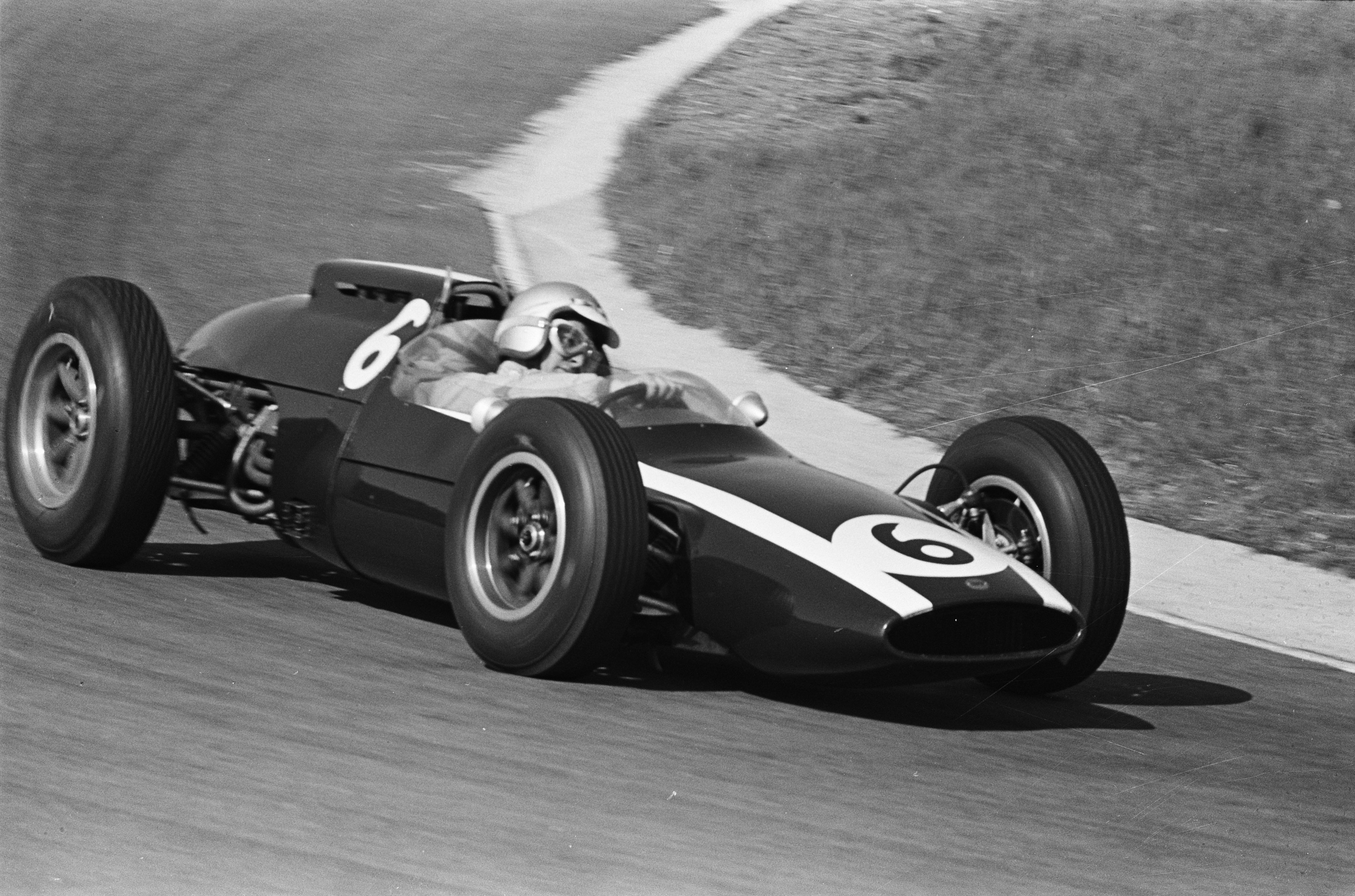
Letzte schnellste Rennrunde in der Karriere von Bruce McLaren

Das einzige Mal in der Geschichte der Automobilweltmeisterschaft war der Saisonauftakt der Große Preis der Niederlande. Ab der nächsten Saison war wieder der Große Preis von Monaco das erste Saisonrennen. Nachdem sich im Vorjahr die Punkteregelung der Fahrerwertung und der Konstrukteurswertung unterschieden hatten, wurde dies angeglichen. Ab 1962 erhielten somit auch die Konstrukteure für einen Sieg neun Punkte, weiterhin zählte dabei aber nur das Resultat des bestplatzierten Fahrers eines Konstrukteurs.
Jack Brabham, der seit dem Beginn seiner Karriere für Cooper gefahren war und mit diesem Team 1959 und 1960 die Weltmeisterschaft gewonnen hatte, verließ das Team und gründete seinen eigenen Rennstall, Brabham, und trat für diesen als Fahrer an. Er meldete einen privaten Lotus 24 für das Rennen, erst später in der Saison verwendete er den ersten von ihm konstruierten Wagen, den Brabham BT3. Ein neuer Konstrukteur hatte sein Debüt in der Automobilweltmeisterschaft, Lola Cars. Das Yeoman Credit Racing Team wurde vom Bowmaker Racing Team übernommen und fuhr die gesamte Saison den neuen Lola Mk4. Mit John Surtees und Roy Salvadori übernahm das Team die Fahrer der vorherigen Saison. Lola verwendete die neuen Climax-V8-Motoren in ihren Wagen.
Ferrari begann die neue Saison mit dem nur leicht überarbeiteten Ferrari 156, mit dem sie in der Automobilweltmeisterschaft 1961 beide Weltmeisterschaften gewonnen hatten. Phil Hill verlängerte seinen Vertrag, Ricardo Rodríguez wurde neuer Stammfahrer. Außerdem verpflichtete Ferrari Giancarlo Baghetti. Bei Lotus erhielt Jim Clark mit Trevor Taylor einen neuen Teamkollegen, für beide Fahrer waren jeweils zwei Wagen gemeldet. Taylor nutzte den alten Lotus 24 mit dem neuen Climax-V8-Aggregat. Clark hingegen verwendete im Training den neuen Lotus 25, der die Automobilweltmeisterschaft revolutionierte, da er als erster ein Monocoque besaß. Dieses Monocoque aus Aluminium machte den Wagen leichter, stabiler in den Kurven und auch sicherer und wurde in den folgenden Jahren auch in allen anderen Fahrzeugen verbaut. Außerdem wurde Clark in der folgenden Saison mit dem Lotus 25 das erste Mal Weltmeister. Bei Cooper wurde Tony Maggs neuer Teamkollege von Bruce McLaren. Während Maggs den alten Cooper T55 fuhr, debütierte der von McLaren gefahrene Cooper T60. Der Wagen war bedingt durch den neuen Climax-Motor länger als sein Vorgänger, ansonsten ähnelte er sich optisch dem Cooper T55. Porsche verlängerte die Verträge seiner beiden Fahrer Jo Bonnier und Dan Gurney. Der Porsche 804 debütierte und wurde in der gesamten Saison eingesetzt. Dieser Wagen war der letzte, der von Porsche für den Formelsport produziert wurde, da sich das Team nach der Saison zurückzog. Der Porsche 804 hatte einen neuen Motor und unterschied sich optisch stark vom Vorgänger. Insgesamt war das Fahrzeug schmaler und breiter geworden und das Heck war deutlich niedriger als beim Vorgänger, dem Porsche 718. Genau wie bei Lotus und Cooper erhielt auch bei B.R.M. nur ein Fahrer den neuen Wagen. Graham Hill fuhr das erste Rennen mit dem BRM P57. Unter dem Zeitdruck und der Androhung des Teamchefs sich aus der Automobilweltmeisterschaft zurückzuziehen, war der neue Wagen erneut nicht siegfähig wurde der P57 entwickelt. Der Wagen ähnelte dem Vorgänger, wurde aber mit neuem, eigenen B.R.M.-Aggregat konstruiert und hatte vertikale Auspuffendrohre im Heck des Wagens, die im Laufe der Saison jedoch wieder durch konventionelle horizontale Auspuffe ersetzt wurden. Neuer Teamkollege von Graham Hill war Richie Ginther, der von Ferrari zu B.R.M. wechselte. Neben dem Werksteams waren auch einige Teams mit privaten Fahrzeugen gemeldet. Das UDT Laystall Racing Team meldete einen Lotus 24 für Innes Ireland und einen Lotus 18/21 für Masten Gregory. Beide Fahrer fuhren die gesamte Saison für das Team. Die Ecurie Maarsbergen meldete drei verschiedene Fahrzeuge für Carel Godin de Beaufort, Wolfgang Seidel und Ben Pon, der sein einziges Rennen in der Automobilweltmeisterschaft bestritt. Außerdem meldete die Ecurie Galloise einen Cooper T53 für Jackie Lewis.
Mit Brabham und Bonnier nahmen zwei ehemalige Sieger am Rennen teil, bei den Konstrukteuren waren zuvor Ferrari dreimal, Cooper und B.R.M. jeweils einmal erfolgreich. Zwischen dem Großen Preis der USA 1961 und dem Großen Preis der Niederlande 1962 fanden diverse nicht zur Automobilweltmeisterschaft zählende Grand Prix statt. Baghetti gewann auf Porsche die Coppa Italia, Clark mit dem Rand Grand Prix, Natal Grand Prix, Großen Preis von Südafrika, der Lombank Trophy und dem Aintree 200 fünf Rennen für Lotus. Graham Hill siegte zweimal auf B.R.M., bei der Glover Trophy und der BRDC International Trophy. Diese Siege von Graham Hill und Clark waren auch ein Vorzeichen auf den Saisonverlauf, da die Weltmeisterschaft hauptsächlich zwischen diesen beiden Fahrern entschieden wurde. Außerdem gewann Willy Mairesse für Ferrari den Grand Prix de Bruxelles und den Gran Premio di Napoli. Jeweils einmal siegreich war Taylor auf Lotus beim Großen Preis von Cape, McLaren auf Cooper beim Lavant Cup und Maurice Trintignant beim Großen Preis von Pau. Stirling Moss, der in den vorherigen sieben Jahren stets unter den besten drei der Fahrerweltmeisterschaft war, verletzte sich bei einem Unfall bei der Glover Trophy schwer und beendete nach Koma und langer Genesungsphase seine Karriere.

### Training
Das erste Training der Saison war ein knappes Duell zwischen Surtees auf Lola und Graham Hill auf B.R.M., welches Surtees mit einer Zehntelsekunde Vorsprung auf die Zeit von Graham Hill für sich entschied. Dies war die erste Pole-Position für Surtees. Der Konstrukteur Lola erreichte damit in seinem ersten Rennen die einzige Pole-Position in der Geschichte dieses Rennwagenherstellers. Beide Rennfahrer waren über eine halbe Sekunde schneller als der drittplatzierte, Clark. Brabham qualifizierte sich auf Rang vier vor seinem ehemaligen Teamkollegen McLaren und Ireland auf Position fünf. Damit waren sechs verschiedene Teams auf den ersten sechs Startplätzen vertreten. Ginther im zweiten B.R.M. qualifizierte sich auf Rang sieben, bester Porsche-Fahrer war Gurney auf Platz acht.
Ferrari, die die Automobilweltmeisterschaft 1961 dominiert und sechsmal in Folge die Pole-Position erzielt hatten, qualifizierte sich nur für die Startplätze neun, elf und 12. Über zwei Sekunden war der Ferrari 156 langsamer als die Konkurrenz in der ersten Startreihe, damit war bereits deutlich, dass der Wagen seine Dominanz und Konkurrenzfähigkeit gegenüber zur Vorsaison verloren hatte.

### Rennen

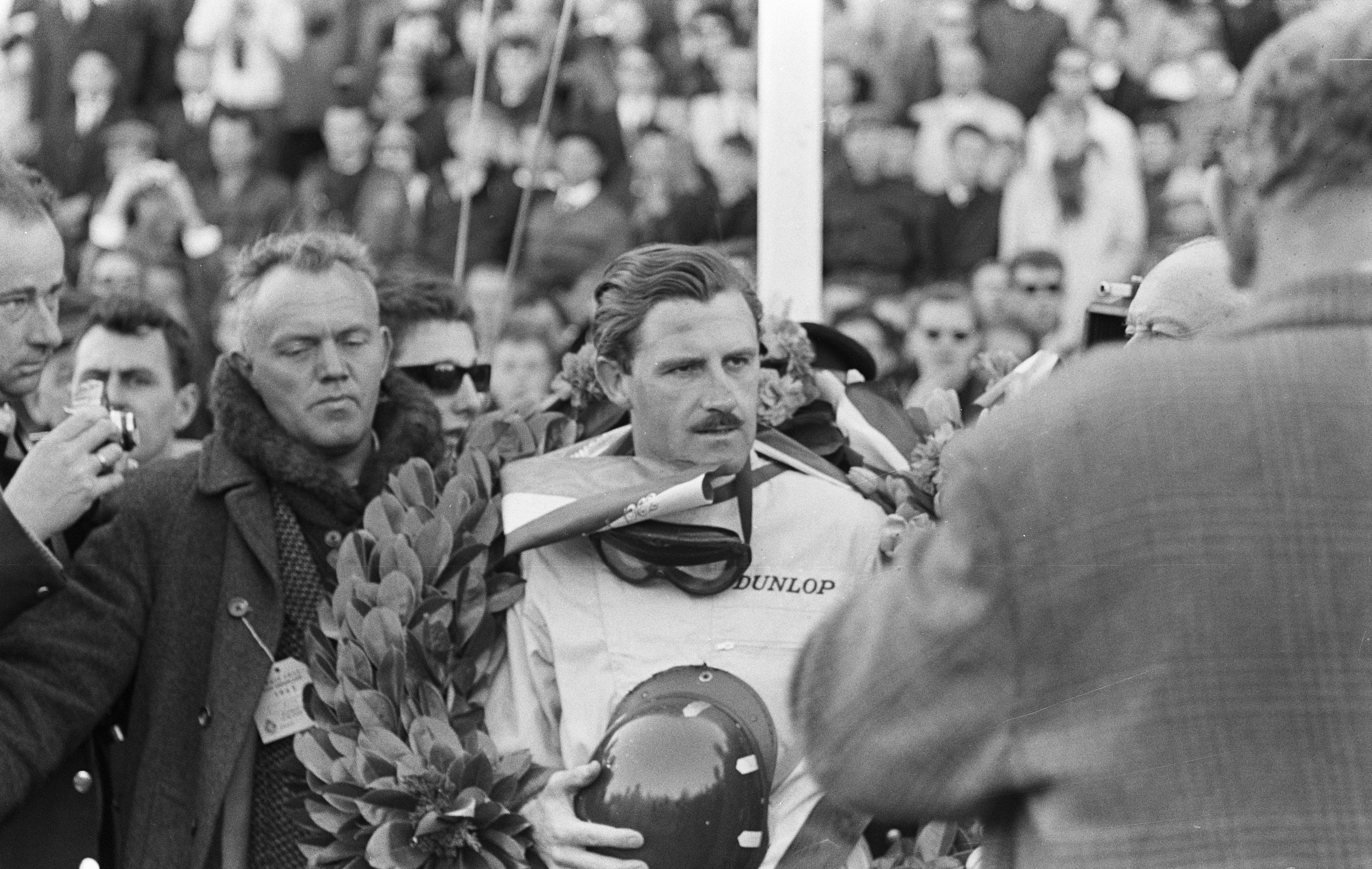
Erster Sieg von Graham Hill

Clark überholte am Start Surtees und Graham Hill und übernahm das erste Mal in seiner Karriere die Führung eines zur Automobilweltmeisterschaft zählenden Grand Prix. Auf Position zwei folgte ihm Graham Hill und dahinter lag Gurney. Surtees, der von der Pole-Position ins Rennen gegangen war, verlor in der ersten Runde bereits mehrere Positionen und verunfallte in Runde acht schwer, als die Aufhängung seines Lolas brach und er sich von der Strecke drehte, in einen an die Strecke angrenzenden Wald. Ein weiterer Unfall ereignete sich in Runde vier als Rodríguez sich drehte und Brabham dessen Wagen traf. Brabham schied aus, Rodríguez setzte das Rennen fort, schied aber später im Rennen bei einem weiteren Dreher ebenfalls aus. Sowohl Graham Hill, als auch Surtees überstanden ihre Unfälle unverletzt. Durch die Unfälle in der Spitzengruppe verbesserte sich Phil Hill auf Rang vier. Im hinteren Feld drehte sich Pon von der Strecke und Salvadori gab das Rennen nach dem Unfall seines Teamkollegen aus Sicherheitsgründen auf.
Clark baute sich in den ersten Runden einen Vorsprung auf die Konkurrenz auf, den er jedoch wieder verlor, als sein Lotus Getriebeprobleme bekommen hatte. Graham Hill holte bis zur Runde elf auf und übernahm in der folgenden Runde die Führung. Clark fiel weitere Positionen zurück und beendete das Rennen mit zehn Runden Rückstand auf den Sieger auf Platz neun. Nachdem auch noch McLaren und Gurney mit Getriebeschäden ausgeschieden waren, führte Graham Hill vor Phil Hill und Taylor. Während Graham Hill das Rennen kontrollierte und sich einen Vorsprung auf seine beiden Kontrahenten erfuhr, lieferten die sich ein Duell um Platz zwei, welches Taylor für sich entschied. Fast hätte er diesen Platz verloren, als er beim Überrunden von Ginther dessen Ferrari traf. Er war aber in der Lage das Rennen nach der Kollision fortzusetzen, während Ginther ausschied. Ein weiterer Unfall ereignete sich in Runde 61, als Ireland die Kontrolle über seinen Lotus verlor und sich von der Strecke drehte. Der Wagen überschlug sich mehrfach und landete in einem Maschendrahtzaun, Ireland überlebte den Unfall aber leicht verletzt.
Graham Hill kam mit 27 Sekunden Vorsprung auf den Zweitplatzierten ins Ziel und sicherte sich damit seinen ersten Saisonsieg. B.R.M. gewann den zweiten Grand Prix, nachdem zuvor Bonnier beim Großen Preis der Niederlande 1959 gewonnen hatte. In der Fahrerwertung und in der Konstrukteurswertung übernahmen sowohl Graham Hill als auch B.R.M. das erste Mal die Führung, den Großen Preis der Niederlande gewannen beide aber in den folgenden Jahren nicht erneut. Taylor erreichte die ersten Punkte seiner Karriere. Es blieb die einzige Podest-Platzierung. Phil Hill komplettierte das Podium auf Rang drei vor seinem Teamkollegen Baghetti. Maggs bekam die ersten Punkte seiner Karriere für Platz fünf, ebenso wie Beaufort auf Position sechs. Bonnier, Lewis und Clark erreichten das Ziel außerhalb der Punkteränge. Die schnellste Rennrunde des Rennens fuhr McLaren, für ihn war dies die dritte und letzte schnellste Rennrunde in der Automobilweltmeisterschaft.

## Meldeliste
| Team                        | Nr. | Fahrer                  | Chassis       | Motor          | Reifen |
| --------------------------- | --- | ----------------------- | ------------- | -------------- | ------ |
| Scuderia Ferrari SpA SEFAC  | 01  | Phil Hill               | Ferrari 156   | Ferrari 1.5 V6 | D      |
| Scuderia Ferrari SpA SEFAC  | 02  | Giancarlo Baghetti      | Ferrari 156   | Ferrari 1.5 V6 | D      |
| Scuderia Ferrari SpA SEFAC  | 03  | Ricardo Rodríguez       | Ferrari 156   | Ferrari 1.5 V6 | D      |
| Team Lotus                  | 04  | Jim Clark               | Lotus 25      | Climax 1.5 V8  | D      |
| Team Lotus                  | 04  | Jim Clark               | Lotus 24      | Climax 1.5 L4  | D      |
| Team Lotus                  | 05  | Trevor Taylor           | Lotus 24      | Climax 1.5 V8  | D      |
| Team Lotus                  | 05  | Trevor Taylor           | Lotus 24      | Climax 1.5 L4  | D      |
| Cooper Car Company          | 06  | Bruce McLaren           | Cooper T60    | Climax 1.5 V8  | D      |
| Cooper Car Company          | 07  | Tony Maggs              | Cooper T55    | Climax 1.5 L4  | D      |
| Brabham Racing Organisation | 08  | Jack Brabham            | Lotus 24      | Climax 1.5 V8  | D      |
| UDT Laystall Racing Team    | 09  | Innes Ireland           | Lotus 24      | Climax 1.5 V8  | D      |
| UDT Laystall Racing Team    | 10  | Masten Gregory          | Lotus 18/21   | Climax 1.5 L4  | D      |
| Porsche System Engineering  | 11  | Jo Bonnier              | Porsche 804   | Porsche 1.5 B8 | D      |
| Porsche System Engineering  | 12  | Dan Gurney              | Porsche 804   | Porsche 1.5 B8 | D      |
| Ecurie Maarsbergen          | 14  | Carel Godin de Beaufort | Porsche 718   | Porsche 1.5 B4 | D      |
| Ecurie Maarsbergen          | 15  | Ben Pon                 | Porsche 787   | Porsche 1.5 B4 | D      |
| Ecurie Maarsbergen          | 16  | Wolfgang Seidel         | Emeryson 1006 | Climax 1.5 L4  | D      |
| Owen Racing Organisation    | 17  | Graham Hill             | BRM P57       | BRM 1.5 V8     | D      |
| Owen Racing Organisation    | 18  | Richie Ginther          | BRM P48/57    | BRM 1.5 V8     | D      |
| Bowmaker Racing Team        | 19  | John Surtees            | Lola Mk4      | Climax 1.5 V8  | D      |
| Bowmaker Racing Team        | 20  | Roy Salvadori           | Lola Mk4      | Climax 1.5 V8  | D      |
| Ecurie Galloise             | 21  | Jackie Lewis            | Cooper T53    | Climax 1.5 L4  | D      |

Anmerkungen
1. 1 2  Jim Clark fuhr den Lotus 25 mit der Nummer 4 in den Trainingssitzungen und im Rennen.
2. ↑  Trevor Taylor fuhr den Lotus 24 mit V8-Motor und der Nummer 5 in den Trainingssitzungen und im Rennen.

## Klassifikationen

### Startaufstellung
| Pos. | Fahrer                  | Konstrukteur    | Zeit   | Ø-Geschwindigkeit | Start |
| ---- | ----------------------- | --------------- | ------ | ----------------- | ----- |
| 01   | John Surtees            | Lola-Climax     | 1:32,5 | 163,19 km/h       | 01    |
| 02   | Graham Hill             | B.R.M.          | 1:32,6 | 163,01 km/h       | 02    |
| 03   | Jim Clark               | Lotus-Climax    | 1:33,2 | 161,96 km/h       | 03    |
| 04   | Jack Brabham            | Lotus-Climax    | 1:33,3 | 161,79 km/h       | 04    |
| 05   | Bruce McLaren           | Cooper-Climax   | 1:33,9 | 160,75 km/h       | 05    |
| 06   | Innes Ireland           | Lotus-Climax    | 1:34,1 | 160,41 km/h       | 06    |
| 07   | Richie Ginther          | B.R.M.          | 1:34,5 | 159,73 km/h       | 07    |
| 08   | Dan Gurney              | Porsche         | 1:34,7 | 159,40 km/h       | 08    |
| 09   | Phil Hill               | Ferrari         | 1:35,0 | 158,89 km/h       | 09    |
| 10   | Trevor Taylor           | Lotus-Climax    | 1:35,4 | 158,23 km/h       | 10    |
| 11   | Ricardo Rodríguez       | Ferrari         | 1:36,1 | 157,07 km/h       | 11    |
| 12   | Giancarlo Baghetti      | Ferrari         | 1:36,3 | 156,75 km/h       | 12    |
| 13   | Jo Bonnier              | Porsche         | 1:37,0 | 155,62 km/h       | 13    |
| 14   | Carel Godin de Beaufort | Porsche         | 1:37,4 | 154,98 km/h       | 14    |
| 15   | Tony Maggs              | Cooper-Climax   | 1:37,5 | 154,82 km/h       | 15    |
| 16   | Masten Gregory          | Lotus-Climax    | 1:38,0 | 154,03 km/h       | 16    |
| 17   | Roy Salvadori           | Lola-Climax     | 1:38,8 | 152,78 km/h       | 17    |
| 18   | Ben Pon                 | Porsche         | 1:40,9 | 149,60 km/h       | 18    |
| 19   | Jackie Lewis            | Cooper-Climax   | 1:43,2 | 146,27 km/h       | 19    |
| 20   | Wolfgang Seidel         | Emeryson-Climax | 1:46,0 | 142,40 km/h       | 20    |

### Rennen
| Pos. | Fahrer                  | Konstrukteur    | Runden | Stopps | Zeit        | Start | Schnellste Runde |
| ---- | ----------------------- | --------------- | ------ | ------ | ----------- | ----- | ---------------- |
| 01   | Graham Hill             | B.R.M.          | 80     |        | 2:11:02,1   | 02    | 1:35,7           |
| 02   | Trevor Taylor           | Lotus-Climax    | 80     |        | + 27,2      | 10    | 1:35,7           |
| 03   | Phil Hill               | Ferrari         | 80     |        | + 1:21,1    | 09    | 1:36,7           |
| 04   | Giancarlo Baghetti      | Ferrari         | 79     |        | + 1 Runde   | 12    | 1:37,3           |
| 05   | Tony Maggs              | Cooper-Climax   | 78     |        | + 2 Runden  | 15    | 1:39,0           |
| 06   | Carel Godin de Beaufort | Porsche         | 75     |        | + 5 Runden  | 14    | 1:41,6           |
| 07   | Jo Bonnier              | Porsche         | 75     |        | + 5 Runden  | 13    | 1:40,0           |
| 08   | Jackie Lewis            | Cooper-Climax   | 70     |        | + 10 Runden | 19    | 1:42,3           |
| 09   | Jim Clark               | Lotus-Climax    | 70     |        | + 10 Runden | 03    | 1:37,2           |
| –    | Ricardo Rodríguez       | Ferrari         | 73     |        | DNF         | 11    | 1:36,4           |
| –    | Richie Ginther          | B.R.M.          | 71     |        | DNF         | 07    | 1:38,3           |
| –    | Innes Ireland           | Lotus-Climax    | 61     |        | DNF         | 06    | 1:35,8           |
| –    | Masten Gregory          | Lotus-Climax    | 54     |        | DNF         | 16    | 1:37,8           |
| –    | Wolfgang Seidel         | Emeryson-Climax | 52     |        | DNF         | 20    | 1:49,8           |
| –    | Dan Gurney              | Porsche         | 47     |        | DNF         | 08    | 1:37,9           |
| –    | Bruce McLaren           | Cooper-Climax   | 21     |        | DNF         | 05    | 1:34,4           |
| –    | Roy Salvadori           | Lola-Climax     | 12     |        | DNF         | 17    | 1:44,8           |
| –    | John Surtees            | Lola-Climax     | 8      |        | DNF         | 01    | 1:38,9           |
| –    | Jack Brabham            | Lotus-Climax    | 4      |        | DNF         | 04    | 1:38,3           |
| –    | Ben Pon                 | Porsche         | 2      |        | DNF         | 18    | 1:51,0           |

## WM-Stände nach dem Rennen
Die ersten sechs des Rennens bekamen 9, 6, 4, 3, 2, 1 Punkt(e). Es zählten nur die fünf besten Ergebnisse aus neun Rennen. In der Konstrukteurswertung zählten dabei nur die Punkte des bestplatzierten Fahrers eines Teams.

### Fahrerwertung
| Pos. | Fahrer                  | Konstrukteur  | Punkte |
| ---- | ----------------------- | ------------- | ------ |
| 01   | Graham Hill             | B.R.M.        | 9      |
| 02   | Trevor Taylor           | Lotus-Climax  | 6      |
| 03   | Phil Hill               | Ferrari       | 4      |
| 04   | Giancarlo Baghetti      | Ferrari       | 3      |
| 05   | Tony Maggs              | Cooper-Climax | 2      |
| 06   | Carel Godin de Beaufort | Porsche       | 1      |
| 07   | Jo Bonnier              | Porsche       | 0      |
| 08   | Jackie Lewis            | Cooper-Climax | 0      |
| 09   | Jim Clark               | Lotus-Climax  | 0      |
| –    | Ricardo Rodríguez       | Ferrari       | 0      |

| Pos. | Fahrer          | Konstrukteur    | Punkte |
| ---- | --------------- | --------------- | ------ |
| –    | Richie Ginther  | B.R.M.          | 0      |
| –    | Innes Ireland   | Lotus-Climax    | 0      |
| –    | Masten Gregory  | Lotus-Climax    | 0      |
| –    | Wolfgang Seidel | Emeryson-Climax | 0      |
| –    | Dan Gurney      | Porsche         | 0      |
| –    | Bruce McLaren   | Cooper-Climax   | 0      |
| –    | Roy Salvadori   | Lola-Climax     | 0      |
| –    | John Surtees    | Lola-Climax     | 0      |
| –    | Jack Brabham    | Lotus-Climax    | 0      |
| –    | Ben Pon         | Porsche         | 0      |

### Konstrukteurswertung
| Pos. | Konstrukteur | Punkte |
| ---- | ------------ | ------ |
| 01   | B.R.M.       | 9      |
| 02   | Lotus        | 6      |
| 03   | Ferrari      | 4      |
| 04   | Cooper       | 2      |

| Pos. | Konstrukteur | Punkte |
| ---- | ------------ | ------ |
| 05   | Porsche      | 1      |
| 06   | Emeryson     | 0      |
| 07   | Lola         | 0      |